# 김홍규 (1889년)
김홍규(金弘圭, 1889년(고종 26) 12월 15일 ~ 1951년 10월 15일)는 대한민국의 독립운동가로 일제 강점기에 항일 독립운동을 하였다. 본적과 출신지는 경상남도 밀양군(密陽郡) 단장면(丹場面)이다.
김홍규는 1889년 경상도 밀양에서 태어나 1927년 음력 9월 윤창선, 손봉현, 손호 등과 함께 일찍이 대종교에 입교하여 활동하였고 위장 종교단체인 해원교의 기금을 마련한다는 구실을 내세워 만주에서 활약하던 백야 김좌진 장군의 신민부에 군자금을 제공하기 위해 밀양군 단장면 사연리의 부호 김태진으로부터 2차례에 걸쳐 3000원을 모금하고 김태진(金泰鎭)의 아들 김용출을 포섭하는 등의 활동을 하다가 1928년 일본 경찰에 의해 체포되어 징역 2년을 선고받아 옥고를 치렀다.
2006년에 정부로부터 공훈을 인정받아 건국훈장 애족장이 추서되었다.

## 전해지는 이야기
김홍규에 대한 훈장 수여식은 2006년 3월 1일 부산 시민회관에서 열린 3.1기념식에서 친손자인 김종연(당시 진흥기업 대표이사)에게 정부에서 인정하여 진행되었는데 공훈은 제87주년 3·1절 경남지역 포상자로 건국훈장 애족장 국내항일이었다.